# 1999年8月11日日食
1999年8月11日日食是一次日全食，發生於1999年8月11日。新月當天（即朔日），地球上觀測到月球和太阳的角距離極小，此時月球如果恰好在月球交點附近，穿過太阳和地球之間，與地球、太阳接近一直線，則會出現日食。月球本影接觸地表而使該區域完全得不到陽光，就會形成日全食，同時在本影兩側數千公里的半影範圍內遮擋部分陽光，形成日偏食。此次日全食經過了英国及其王冠属地根西、法国、比利时、卢森堡、德国、奥地利、斯洛文尼亚的極小一角、匈牙利、南斯拉夫、羅馬尼亞、保加利亚、土耳其、叙利亚、伊拉克、伊朗、巴基斯坦和印度，日偏食則覆蓋了西至北美洲東岸、東至东亚一帶、南至萨赫勒地區附近、覆蓋北冰洋大部分的區域。

## 日食概況

### 出現區域
加拿大新斯科舍半岛以南約280公里、美国麻薩諸塞州以東約420公里的洋面在日出時最先看到日全食，然後月球本影穿過大西洋，掠過英国西南角，跨過英吉利海峡並覆蓋英国王冠属地根西島的部分附屬島嶼，貫穿歐洲大陸，途中在羅馬尼亞沃爾恰縣境內達到最大食分。此後本影又斜貫黑海，穿過西亚和南亚多國，在日落時分結束於印度奥迪沙邦和安得拉邦沿海交界處東南約310公里的孟加拉灣海面。其中，全食帶共覆蓋了兩個首都——卢森堡盧森堡市和羅馬尼亞布加勒斯特。
月球本影經過的陸地包括：
- 英国：英格兰的锡利群岛、康沃爾郡中南部、普利茅斯、德文郡南部、托貝；
- 根西：海峡群岛中的奧爾德尼島及其周圍小島；
- 法國：下诺曼底北部、上諾曼第北半部、皮卡第除南北兩側外的大部、法兰西岛北側極小區域、北部-加来海峡南側極小區域、香槟-阿登北部、洛林中北部、阿尔萨斯北部；
- 比利时：瓦隆大区南端；
- 盧森堡：迪基希區極南端、盧森堡區中南部、格雷文馬赫區南半部；
- 德国：薩爾蘭除極北端外的大部、莱茵兰-普法尔茨南部、巴登-符腾堡中部、巴伐利亚中部偏南；
- 奥地利：萨尔茨堡州北部、上奧地利邦除東北部外的大部、施泰爾馬克州除西南部外的大部、下奧地利州南部、布尔根兰州中南部；
- 斯洛維尼亞：擦過該國東北角的小片區域；
- 匈牙利：沃什州除極西南角外的絕大部分、傑爾-莫雄-肖普朗州南半部、維斯普雷姆州、紹莫吉州東北部、科馬羅姆-埃斯泰爾戈姆州西南部、費耶爾州、托爾瑙州除南側外的大部、巴蘭尼亞州東北角、佩斯州南端、巴奇-基什孔州除西南角外的大部、亞斯-瑙吉孔-索爾諾克州南端、瓊格拉德州除極東北角外的絕大部分、貝凱什州南半部；
- 南斯拉夫联盟共和国（今塞尔维亚部分）：北巴奇卡區北半部、北巴納特區除南側外的大部、中巴納特區北部；
- 羅馬尼亞：蒂米什縣除西南部外的大部、阿拉德縣除東北部外的大部、胡內多阿拉縣除北端外的大部、阿爾巴縣南部、戈爾日縣除西南部外的大部、錫比烏縣西南部、沃爾恰縣除極東北角外的絕大部分、多爾日縣極北端、奧爾特縣北部、阿爾傑什縣除北部外的大部、特列奧爾曼縣東北部、登博維察縣除北端外的大部、普拉霍瓦縣南部、伊爾福夫縣、布加勒斯特、久爾久縣除西南部外的大部、布澤烏縣極西南角、雅洛米察縣西南半部、克勒拉希縣除極東北角外的絕大部分、康斯坦察縣南半部，其中在沃爾恰縣境內達到最大食分；
- 保加利亚：魯塞州東北部、拉茲格勒州東北部、錫利斯特拉州、舒門州北部、多布里奇州、瓦爾納州北部；
- 土耳其：宗古爾達克省極東北角、巴爾滕省除西南角外的大部、卡拉比克省東北部、卡斯塔莫努省除東北和西南兩側的絕大部分、昌克勒省東北角、錫諾普省南部、喬魯姆省中北部、薩姆松省西南部、阿马西亚省除東北角外的絕大部分、約茲加特省東北部、托卡特省除東北部外的大部、錫瓦斯省除東北和西南部外的地區、马拉蒂亚省東北部、埃爾津詹省西南部、通傑利省除東北部外的地區、埃拉澤省除東北和西南兩側的大部、賓格爾省西南部、迪亚巴克尔省除東北和西南兩側的大部、巴特曼省除北端外的大部、马尔丁省東北部、錫爾特省中西部、舍尔纳克省除東北部外的地區；
- 敘利亞：哈塞克省東北部；
- 伊拉克：尼尼微省東北部、代胡克省除東端外的大部、埃爾比勒省除南北兩側外的大部、基爾庫克省東北部、蘇萊曼尼亞省中北部、迪亞拉省東北部；
- 伊朗：西亞塞拜然省西南角、庫爾德斯坦省西南部、克爾曼沙汗省東北部、哈馬丹省南部、洛雷斯坦省東北半部、中央省西南部、伊斯法罕省西南部、恰哈馬哈勒－巴赫蒂亞里省東北部、法爾斯省北部、亞茲德省西南部、克爾曼省中部偏南、錫斯坦－俾路支斯坦省中部；
- 巴基斯坦：俾路支省和信德省兩省南部沿海；
- 印度：古吉拉特邦中部、中央邦西南部、马哈拉施特拉邦北部、特伦甘纳邦極東北角、恰蒂斯加尔邦南部、奥里萨邦西南部、安得拉邦東北部。[3][4]

除了上述狹窄的全食帶內能看到日全食之外，月球半影覆蓋範圍內都能看到日偏食，包括北美洲東北部、整個欧洲、非洲中北部、除東部沿海地區外的亚洲。

此次日全食過程中月影在地表移動的動畫

### 基本參數
- 類型：日全食
- 食甚中心處（位於羅馬尼亞沃爾恰縣境內）資料：
  - 時間：1999年8月11日11:03:05.4
  - 地點：45°4.8′N 24°17.3′E / 45.0800°N 24.2883°E
  - 食分：1.0286（全食帶內最大）
  - 日全食持續時間：2分22.9秒

## 觀測和報導

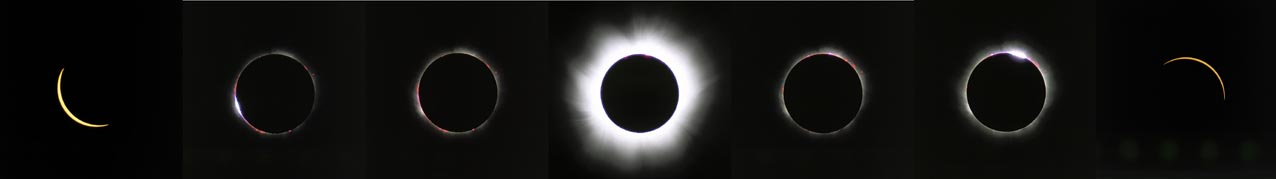
從法国觀看的日食

地球繞太阳、月球繞地球公转及月球交點的移動均有規律，只要數據足夠準確，就能夠精確計算出過去及將來的日食，也能為日食觀測提前做準備。日全食發生時，在月球本影區域內，月球完全遮蔽了太阳的光球部分，在短暫的時間內出現類似黑夜的景象。比光球暗得多、平時無法看見的色球、日冕和日珥都在此時出現，在日冕儀發明之前，這是研究太陽大氣的唯一機會。而在本影以外數千公里的半影區域內，月球只遮擋了部分陽光，發生日偏食，並未形成類似黑夜的景象，能看到的只是太阳形狀有所殘缺，色球、日冕和日珥等光球以外的部分仍然無法看到。
保加利亞科學院用保加利亞空軍的一架雙座型米格-21戰鬥機研究日冕。該機在13000米高空以1.4至1.5马赫（1600至1700公里每小時）的速度飛行，能在月球本影中停留共計6分鐘。機上的攝影師，也是一名空軍飛行員，用2台配備200毫米鏡頭和红外线濾鏡的底片相機以及另一台Digital8攝錄機做了拍攝。此次空中觀測由Mtel公司贊助。
1973年6月30日科學家曾用协和飞机來延長日全食的觀測時長。此次也有3架商業协和飞机用來觀測日全食，其中法國天文協會用了1架，英國航空用了2架。月影在欧洲上空以2.3马赫的速度移動，而协和飞机的速度可達2马赫。然而，只有法國航空飛機上的乘客能在機艙內以50°以下的較好視角觀看日全食，而英國航空的2架飛機上的視角達到了60°，使乘客觀看較為困難，且全食持續了不到4分鐘。由於2000年法國航空4590號班機空難後协和飞机逐漸終止服務，2001年6月21日的空中觀測計劃也被取消，此次成為用协和飞机觀測的最後一次日食。
此次全食帶經過了許多人口稠密的欧洲國家，儘管部分地區（主要在西欧）受到惡劣天氣影響，仍有眾多人看到此次日全食，當時估計這是觀看人數最多的日全食之一。一些有組織的觀測團體在全食帶內放置了投影設備，讓人觀看月影向他們移動的過程。

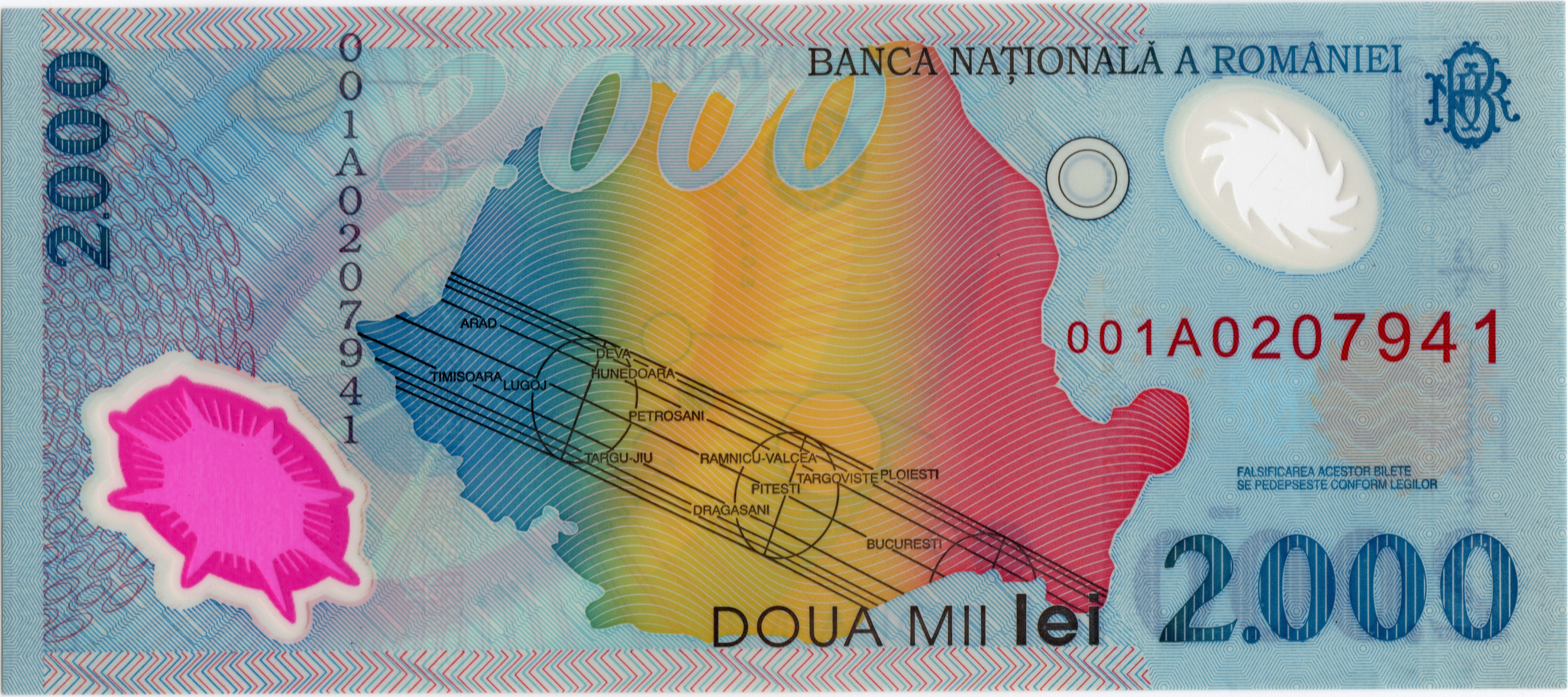
羅馬尼亞為此次日全食特別發行的2000列伊紙幣，上面顯示了羅馬尼亞境內的全食帶地圖

欧洲的多家電視台都做了日食報導。此外，俄罗斯和平号空间站恰好也在月影之中，空间站上拍攝的日食影像也通過電視進行直播。
英国广播公司集中在康沃爾郡西岸聖艾夫斯到利澤德半島報導此次日全食，當地遊客眾多，但仍比預期少了些，許多專為日全食組織的活動參加者並不多。節目中邀請了業餘天文學家帕特里克·穆爾，但日食最終受雲的影響無法見到。英國廣播公司第一台還用熱氣球升空報導。康沃爾郡僅有少數地點在日食期間雲層恰好散開，例如貢希利，但英国广播公司並未在此設點。
英吉利海峡中的一些地方天氣條件較好，有些渡輪暫停在全食出現的海域，以供乘客觀看日全食。海峽中的奧爾德尼島也在全食帶內，當天有數百人登島觀看，根西郵政還發行了郵票紀念此次日全食。
數千人聚集在法国苏瓦松的機場觀看日全食，但由於當地陰天，只是偶爾看到了幾個瞬間，但日食結束後幾分鐘雲層就完全散去了。而同樣有數千人聚集的亞眠則在日食開始前幾分鐘雲層散去。更靠內陸的武濟耶天氣條件很好，許多比利时遊客驅車前來，雲層同樣在日食前不久散去，當地拍攝的一些照片後來被英国广播公司《仰望夜空》節目採用。
美国旧金山探索館前往土耳其阿馬西亞做了網路直播。

## 照片

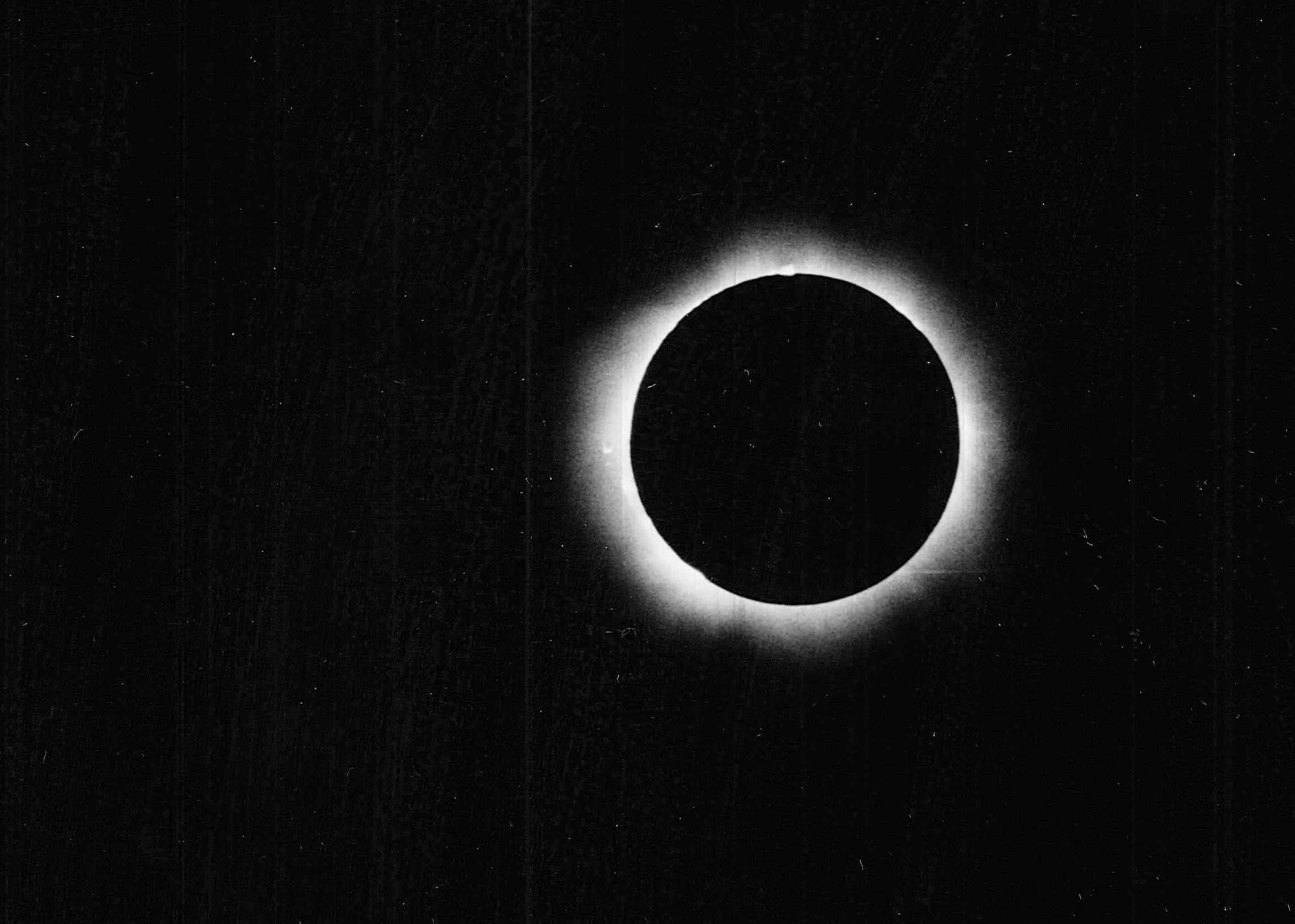
奥地利萨尔茨堡的日全食
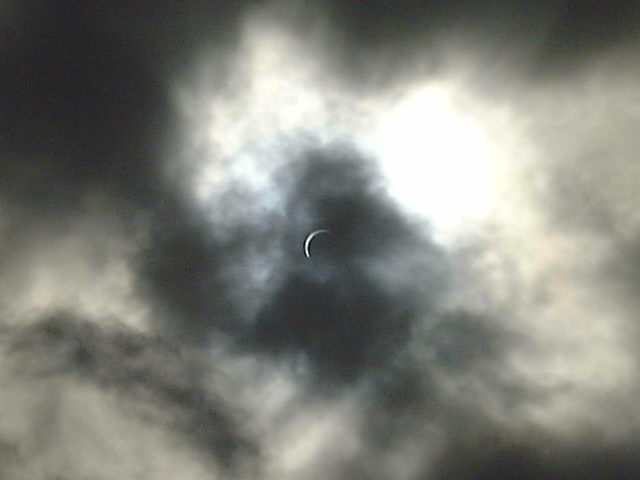
德国帕德博恩的日偏食
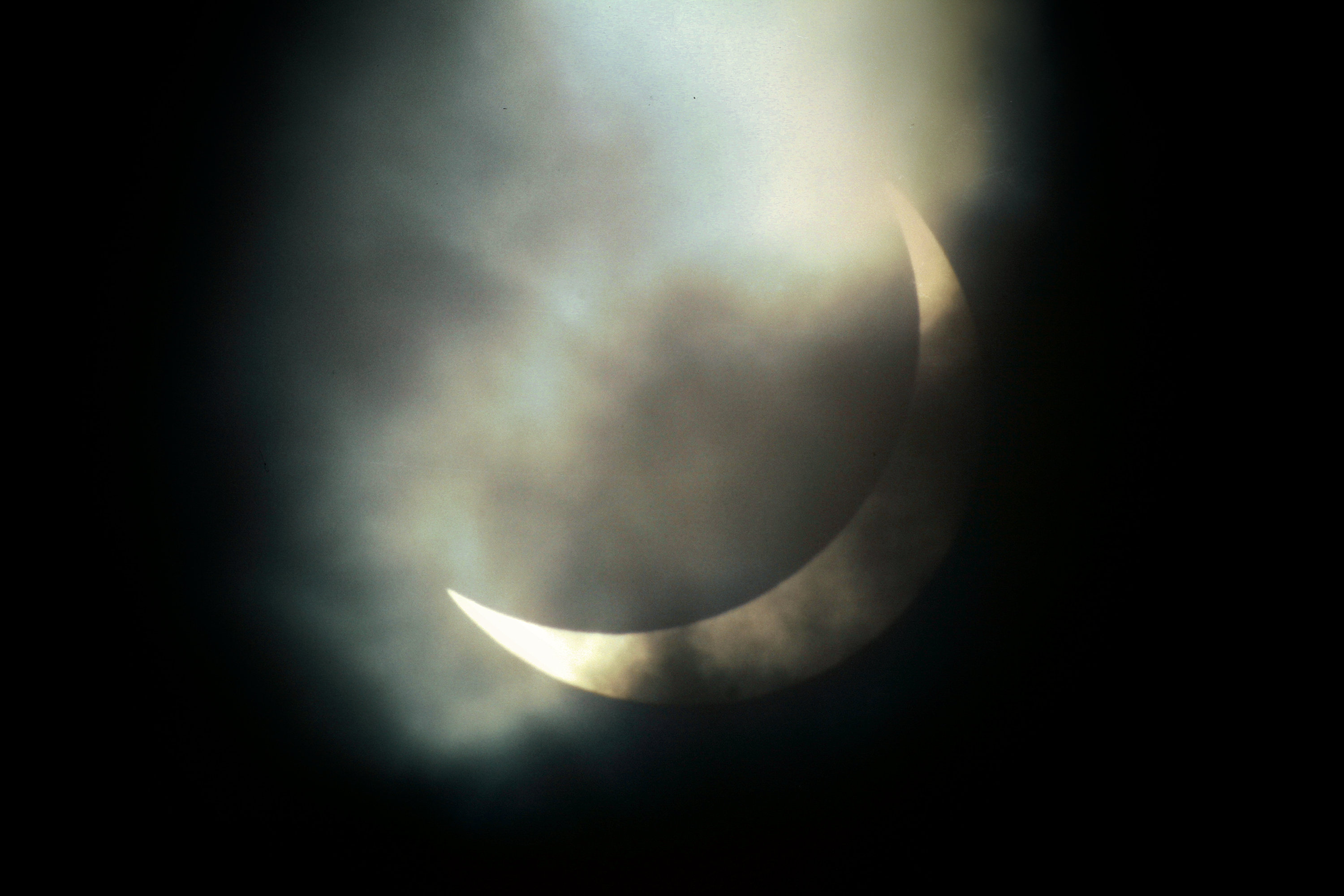
意大利奧里亞的日偏食
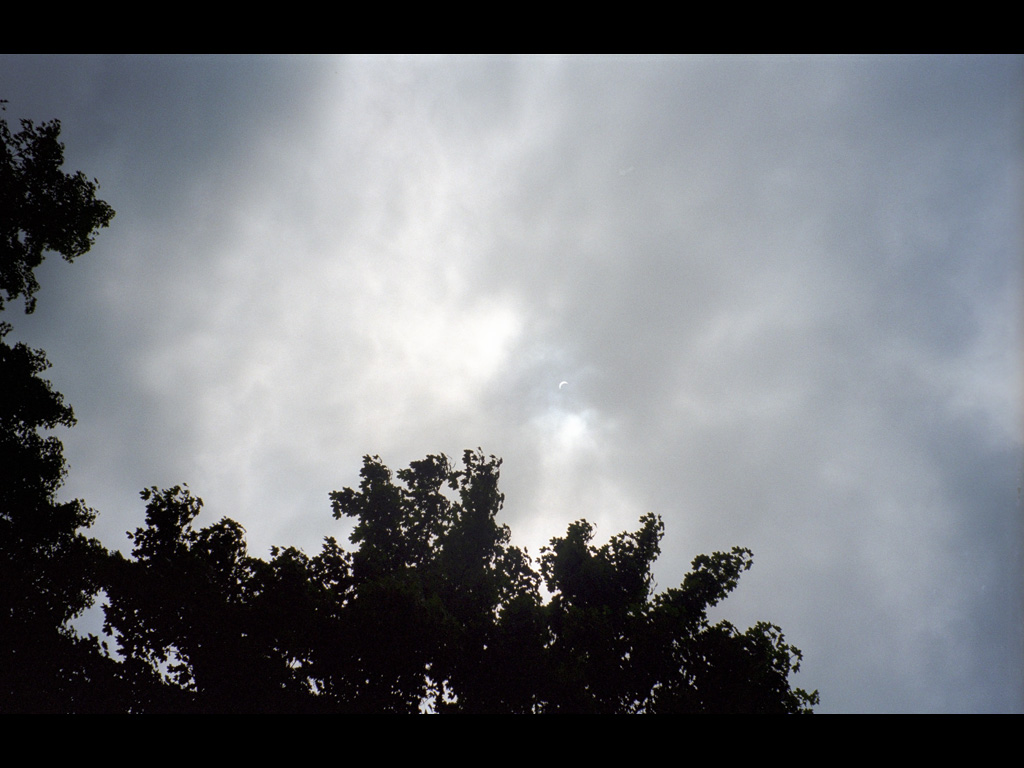
荷兰哈勒姆的日偏食
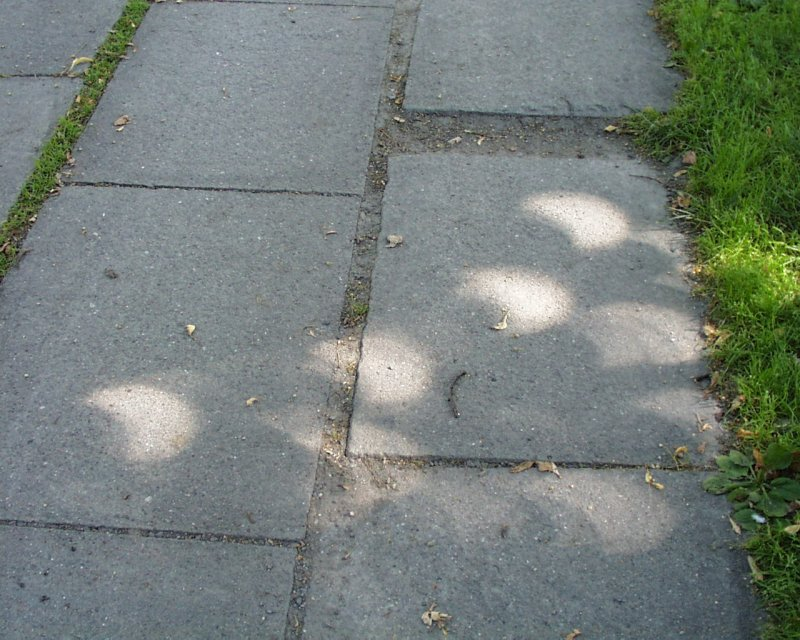
挪威奥斯陆的日偏食投影
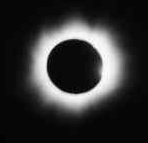
匈牙利巴拉顿湖的日全食
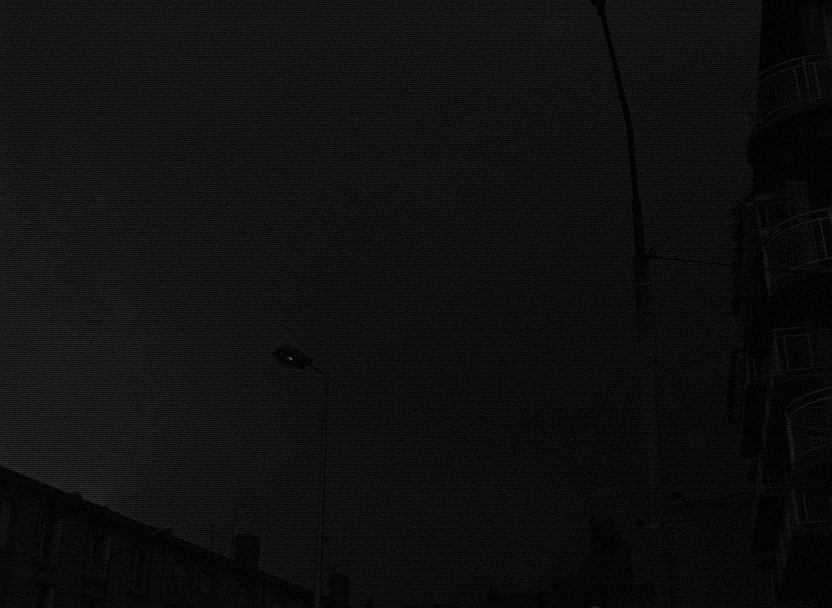
法国拉昂

## 相關的日食

### 1997-2000年的日食
月球交替位於相對的月球交點時，以半個交點年（食年），即約177天又4小時間隔出現下列日食。
| 日食列表  |           |           |           |           |           |           |           |           |           |           |           |
| 1997-2000 | 2000-2003 | 2004-2007 | 2008-2011 | 2011-2014 | 2015-2018 | 2018-2021 | 2022-2025 | 2026-2029 | 2029-2032 | 2033-2036 | 2036-2039 |

| 降交點                                                         | 降交點                  |                  | 升交點                   | 升交點 |
| 沙羅周期                                                       | 地圖                    | 沙羅周期         | 地圖                     |        |
| 120 俄罗斯赤塔的日全食                                         | 1997年3月9日 全食       | 125              | 1997年9月2日 偏食（南）  |        |
| 130                                                            | 1998年2月26日 全食      | 135              | 1998年8月22日 環食       |        |
| 140                                                            | 1999年2月16日 環食      | 145 法国的日全食 | 1999年8月11日 全食       |        |
| 150                                                            | 2000年2月5日 偏食（南） | 155              | 2000年7月31日 偏食（北） |        |
| 註：2000年7月1日和2000年12月25日的日偏食屬於下一組交點年系列。 |                         |                  |                          |        |

### 沙羅週期
沙羅週期長度為18年11天。本次日食屬於沙羅週期145，共包含77次日食，依次為1639年1月4日至1873年5月26日的14次日偏食、1891年6月6日的1次日環食、1909年6月17日的1次全環食（亦稱混合食）、1945年7月9日至2648年9月9日的41次日全食、2666年9月20日至3009年4月17日的20次日偏食，總共歷時1370.29年。其中最長的全食發生於2522年6月25日，共持續7分12秒。
下表列舉了1901年至2100年間發生的屬於該週期的日食，是第16至26次：
| 16            | 17            | 18            |
| ------------- | ------------- | ------------- |
| 1909年6月17日 | 1927年6月29日 | 1945年7月9日  |
| 19            | 20            | 21            |
| 1963年7月20日 | 1981年7月31日 | 1999年8月11日 |
| 22            | 23            | 24            |
| 2017年8月21日 | 2035年9月2日  | 2053年9月12日 |
| 25            | 26            |               |
| 2071年9月23日 | 2089年10月4日 |               |

## 資料來源
1. 1 2  樊忠玉. . 中国天文科普网.   [2015-07-15]. （原始内容存档于2014-09-17）.
2. 1 2  Fred Espenak. . NASA Eclipse Web Site.   [2015-04-02]. （原始内容存档于2020-11-06）.（英文）
3. ↑  Fred Espenak. . NASA Eclipse Web Site.   [2015-07-15]. （原始内容存档于2020-10-23）.（英文）
4. ↑  Xavier M. Jubier. .   [2016-01-10]. （原始内容存档于2020-05-29）.（法文）（英文）
5. ↑  Fred Espenak. . NASA Eclipse Web Site.   [2015-07-15]. （原始内容存档于2008-08-29）.（英文）
6. ↑  . eclipse-chasers.com.   [2015-07-16]. （原始内容存档于2020-06-03）.（英文）
7. ↑  Xavier M. Jubier. .   [2015-07-16]. （原始内容存档于2020-05-29）.（法文）（英文）
8. ↑  Frank D. Roylance. . 巴爾的摩太陽報. 1999-08-10  [2015-07-15]. （原始内容存档于2017-08-22）.（英文）
9. ↑  . Bioinf.mpi-sb.mpg.de.   [2015-07-15]. （原始内容存档于2007-06-28）.（英文）
10. 1 2  Angela Zajac.  (PDF).   [2015-07-16]. （原始内容存档 (PDF)于2020-09-23）.
11. ↑  Helen Young. . The Weather Network.   [2015-07-16]. （原始内容存档于2020-06-28）.（英文）
12. ↑  . The Arts Catalyst.   [2015-07-16]. （原始内容存档于2020-11-25）.（英文）
13. ↑  Ian Ridpath. . （英文）
14. ↑  Fred Espenak. . NASA Eclipse Web Site.（英文）

## 外部連結
- NASA日食專頁（页面存档备份，存于）（英文）
- 可見區域圖和時間統計：由弗雷德·埃斯佩纳克做出的日食預報，NASA/GSFC
  - Google互動地圖呈現的日食範圍
  - 貝塞爾元素
- Google地圖顯示的日全食和日偏食範圍（页面存档备份，存于）（法文）（英文）

圖片：
- 1954-2008年歷次日全食的日冕（页面存档备份，存于），本次拍攝於捷克內邁特凱爾（法文）（英文）
- 1999年8月11日的日全食資料（页面存档备份，存于）（英文）
- 俄羅斯科學家在保加利亞的觀測（俄文）
- 地球大氣的影響及1999年8月11日日全食的日冕（页面存档备份，存于）（俄文）
- 土耳其的照片（页面存档备份，存于）（英文）
- 匈牙利的照片（页面存档备份，存于）（英文）
- 法國的照片（页面存档备份，存于）（英文）
- 英國康沃爾郡的日食（页面存档备份，存于）（全食階段未能看到）（英文）
- 娥眉狀的日出（日偏食），1999年8月17日每日一天文圖，拍攝於加拿大魁北克省
- 日全食，1999年8月18日每日一天文圖，拍攝於匈牙利
- 暗日的光輝，1999年8月19日每日一天文圖，拍攝於匈牙利希歐福克
- 在太陽的邊緣，1999年8月20日每日一天文圖，拍攝於土耳其巴格代雷（Bagdere）
- 壯麗的日冕，2001年4月8日每日一天文圖，弗雷德·伊斯本力（英语：Fred Espenak）拍攝
- 太陽活動極大期的日全食，2001年6月20日每日一天文圖，拍攝於匈牙利凱采爾
- 太陽與鑽石環，2001年6月21日每日一天文圖，拍攝於土耳其東部
- 日全食時的地球，2004年9月26日每日一天文圖，拍攝於和平号空间站，2007年6月10日再次入選每日一天文圖
- 羅馬尼亞原圖卡上的日食圖案（页面存档备份，存于）（希伯来文）
- 羅馬尼亞原圖卡上的日食圖案（页面存档备份，存于）（希伯来文）

| \| \| 日食 \|                             |                              |                                          |
| 上一次日食： 1999年2月16日日食 （日環食） | 1999年8月11日日食 （日全食） | 下一次日食： 2000年2月5日日食 （日偏食） |
| 上一次日全食： 1998年2月26日日食          | 1999年8月11日日食 （日全食） | 下一次日全食： 2001年6月21日日食         |
|                                           | 日食                         |                                          |